# Blagajnički zapis
Blagajnički zapis, riznični zapis, trezorski zapis, trezorska mjenica - vrijednosni papir s rokom dospijeća kraćim od godine dana. Uobičajeni rokovi dospijeća su 91 dan, 182 ili 364 dana, a primjerice kod američke vlade prodaju se otprilike jednom mjesečno i s rokom od 52 tjedna.
Na zapisu je naznačena izdatnikova obveze plaćanja glavnice i kamata. Prodaje se uz popust pa mu je cijena po kojim je prodan na dražbama niža od nazivne cijene, koju vlasnik dobije o dospijeću. Rjeđi je slučaj da ima kamatni kupon. Kamatu određuje izdavatelj, kao i ukupni iznos i apoene. Spada u obligacijske vrijednosne papire. U Hrvatskoj su obvezni dijelovi blagajničkog zapisa oznaku da je blagajnički zapis, tvrtka izdavatelja, tvrtka upisnika ili oznaku da je na donositelja, nazivnu vrijednost, visinu kamatne stope, rokove otplate glavnice i kamata, mjesto i datum izdanja, prava imaoca blagajničkog zapisa, potpise ovlaštenih osoba izdavaoca i odgovarajuće serijske brojeve.
Izdavatelji su državne riznice (trezori, ministarstva financija), državne agencije, jedinice lokalne uprave, a u Hrvatskoj to mogu biti središnja banka (Hrvatska narodna banka), poslovne banke, a mogu ih izdavati i teritorijalno-političke zajednice i nebankovne financijske organizacije.